# Илларионов, Степан Илларионович
Степан Илларионович Илларионов (4 декабря 1904, деревня Кивсерт-Янишево, Казанская губерния — 27 июня 1944, Витебская область) — ефрейтор Рабоче-крестьянской Красной Армии, участник Великой Отечественной войны, Герой Советского Союза (1944).

## Биография
Степан Илларионович Илларионов родился 4 декабря (21 ноября по старому стилю) 1904 года в деревне Кивсерт-Янишево Ядринского уезда (ныне — Вурнарский муниципальный округ Чувашии). Работал конюхом в родной деревне. В 1926—1928 годах проходил службу в Рабоче-крестьянской Красной Армии. Демобилизовавшись, С.И. Илларионов вернулся в родную деревню, где активно участвовал в создании колхоза. С 1938 года проживал в посёлке Бурсак Ибресинского района Чувашии. В 1941 году Илларионов повторно был призван в армию. С марта 1942 года — на фронтах Великой Отечественной войны. Два раза был ранен. К июню 1944 года гвардии ефрейтор Степан Илларионов был стрелком 158-го гвардейского стрелкового полка 51-й гвардейской стрелковой дивизии 6-й гвардейской армии 1-го Прибалтийского фронта. Отличился во время форсирования Западной Двины.
25 июня 1944 года под вражеским огнём Илларионов одним из первых переправился через Западную Двину в районе деревни Балбетча Сиротинского района Витебской области Белорусской ССР и принял активное участие в боях за плацдарм. Возглавив группу бойцов, он повёл их в атаку, выбив противника из траншеи и уничтожив пулемётную точку противника. Благодаря действиям группы, рота Илларионова смогла освободить деревню Залужье и создать благоприятные условия для переправы всего полка. В бою Илларионов получил ранения, но продолжал сражаться до конца боя. От полученных ранений он скончался 27 июня 1944 года. Первоначально был похоронен на кладбище деревни Долуево Сиротинского района, перезахоронен в братской могиле в деревне Галыни Бешенковичского района.
Указом Президиума Верховного Совета СССР от 22 июля 1944 года за «образцовое выполнение боевых заданий командования на фронте борьбы с немецкими захватчиками и проявленные при этом мужество и героизм» гвардии ефрейтор Степан Илларионов посмертно был удостоен высокого звания Героя Советского Союза. Также был награждён орденами Ленина, Красной Звезды, Славы 3-й степени.
В честь С.И. названы улицы в пос. Вурнары и в родной деревне. В пос. Вурнары установлен памятник. 